# Junior Eurovision Song Contest 2014
Junior Eurovision Song Contest 2014 var den 12. udgave af Junior Eurovision Song Contest, og fandt sted på Malta. Dette var første gang, at konkurrencen blev afholdt i Malta. Det var også tredje gang i Junior Eurovision Song Contests historie, at begivenheden blev arrangeret af det foregående års vindende land, efter at Malta vandt 2013-udgaven i Kyiv, Ukraine, med sangen "The Start" af Gaia Cauchi. Den maltesisk national tv-station PBS blev værts tv-station for begivenheden.
Datoen for finalen var den 15. november 2014, og det blev afholdt i Malta Shipbuilding i Marsa , nær Valletta. Seksten lande havde bekræftet deres deltagelse,, hvor Italien, Montenegro, og Slovenien gjorde deres debut. Fire lande annoncerede deres tilbagevenden til konkurrencen herunder Kroatien efter syv års fravær, Cypern, der sidst deltog i 2009, Serbien og Bulgarien efter hhv. tre og to års fravær. 
Moira Delia, en velkendt maltesiske tv-personlighed, vil være vært for showet.  Dette var første gang i Junior Eurovisions historie, at der kun vil være én vært.

## Beliggenhed
Den 18. december 2013 meddelte den maltesiske nationale tv-station Public Broadcasting Services (PBS) og European Broadcasting Union (EBU), at 2014 konkurrencen vil finde sted på Malta. Under vinderens pressekonference, udtrykte repræsentanter for den maltesiske tv-station uden tøven deres ønske om at være vært for 2014-udgaven af Junior Eurovision efter den maltesiske sejr ved 2013 konkurrencen. Vladislav Yakovlev, den udøvende vejleder for Junior Eurovision Song Contest, meddelte, at der for første gang i Junior Eurovision historie ikke ville være en værtsby for konkurrencen, men øen Malta som en værtsø i stedet. Dette vil være første gang, Malta vil være være for nogen af Eurovision-relaterede begivenheder.
Den 16. juni 2014 bekræftede EBU, at 2014 Konkurrencen vil blive afholdt på Malta Shipbuilding. Den indeholder tre store tidligere skibsbygningshaller, der vil være mødested for 2014. Den midterste hal vil være det vigtigste publikum område og scene, mens de to side haller vil blive brugt som publikum indgange og udgange, toiletter og forfriskningsboder. I alt vil der være en kapacitet til mellem 4.000-4.500 folk inde i skibsbygningen.

## Format

### Grafisk design
Den 9. maj 2014 afslørede Anton Attard Junior Eurovision Song Contest 2014 logo og slogan i København på et fælles EBU og PBS pressekonference. Sloganet blev annonceret, som "#together", mens logoet blev afsløret som værende inspireret af malteserkorset. Dens forskellige farvede segmenter blev bekræftet til hver repræsenterer en funktion på Malta:. Sand, Hav, Sten, Græs, Sky, Dusk og solskin. Dette års postkort vil efter sigende indeholde et tema om "ekstrem sport", og vil blive delvist filmet i SmartCity Malta komplekset.
Scenens design blev præsenteret i løbet af mødet for delegationerne den 30. september 2014.  Gio’Forma, et Milano-baseret designfirma fik til opgave at designe scenen for 2014 konkurrencen på Malta. Scenen bruger en origami look, inspireret af den trekantede 2014 Junior Eurovision-logo. Lokaliteterne vil være cirka 30.000 m2 i størrelse, hvor produktionsholdet forventes at flytte ind i mødested d. 21. oktober.

### Vært
Den 10. september 2014 blev det meddelt, at Moira Delia ville være vært. Hun er kendt i Malta for at præsentere de seneste udgaver af Malta Eurovision Song Contest, Maltas nationale udvælgelse til Eurovision Song Contest. Hun vil være den første person som skal være vært for konkurrencen egenhændigt.

### Rækkefølge
Under delegationsledernes møde i Malta den 30. september 2014 søgte tv-station PBS sammen med produktionsholdet tilladelse til at ændre den regel, som var at give kunstnerne selv, valget om deres positionsnummer (et system, der anvendes i 2013). Den aftalte ændring er for værtslandet, Malta, for at finde ud af deres position ved stikprøver, efterfulgt af lande, der vil åbne og lukke showet, vil at blive plukket tilfældigt. De resterende lande vil derefter vælge tilfældigt, om de skal optræde i den første eller anden halvdel af showet. Tv-stationen og produktionensholdet vil derefter beslutte den rækkefølgen for de optrædemde med henblik på at undgå lignende sange skal optræde efter hinanden. Denne metode er blevet anvendt i de ledende konkurrencer i 2013 og 2014. Direktionen tilsynsførende og Styregruppen vil fremlægge den endelige rækkefølge under den indbydende modtagelse, som vil blive afholdt den 9. november 2014.

### Før-salg
Det blev besluttet i løbet af delegationsmødet den 30. september 2014, at der for første gang i Junior Eurovision historie, alle de deltagende lande ville ikke have deres prøver i den endelige rækkefølge; dette giver mulighed for skolebesøg og personlige ture for deltagerne.

### Afstemning
Afstemningssystemet for 2014 vil vende tilbage til et system, der tidligere blev anvendt i både junior og senior konkurrencer før 2013. Både de nationale juryer og teleafstemning vil tildele 1 til 8 point, 10 og så de maksimale 12 point til deres ti yndlingssange. Den måde stemmerne vil blive annonceret forbliver uændret, de første syv laveste stemmer vises på skærmen; mens talsmænd fra hvert af de deltagende lande kun vil læse deres top tre op (8, 10 og 12).
Den 30. oktober 2014 blev det meddelt, at en ny online-afstemning system vil blive introduceret for 2014 konkurrencen, for at tillade lande fra hele verden til at stemme på deres favorit. Stemmerne vil ikke blive anvendt i de officielle afstemningsresultater, men landet, der modtager de fleste online stemmer vil blive præsenteret med den nye "Online Voting Winner"-award under vindernes præsentationkonference efter showet. For at forhindre valgsvindel, vil online resultater kun blive offentliggjort via Junior Eurovision hjemmeside, efter showet har været vist.

## Deltagende lande
|    | Land         | Sprog                 | Artist                             | Sang                     | Dansk oversættelse         | Plads | Point |
| -- | ------------ | --------------------- | ---------------------------------- | ------------------------ | -------------------------- | ----- | ----- |
| 01 | Hviderusland | Hviderussisk          | Nadezhda Misyakova                 | Sokol                    | Falk                       | 7     | 71    |
| 02 | Bulgarien    | Bulgarsk              | Krisia Todorova og Hasan & Ibrahim | Planetata Na Detsata     | Planet af børn             | 2     | 147   |
| 03 | San Marino   | Italiensk, Engelsk    | The Peppermints                    | Breaking My Heart        | Bryder mit hjerte          | 15    | 21    |
| 04 | Kroatien     | Kroatisk              | Josie                              | Game Over                | Spillet er slut            | 16    | 13    |
| 05 | Cypern       | Græsk, Engelsk        | Sophia Patsalides                  | I Pio Omorfi Mera        | Den smukkeste dag          | 9     | 69    |
| 06 | Georgien     | Georgisk, Engelsk     | Lizi Pop                           | Happy Day                | Glad dag                   | 11    | 54    |
| 07 | Sverige      | Svensk                | Julia Kedhammar                    | Du är inte ensam         | Du er ikke alene           | 13    | 28    |
| 08 | Ukraine      | Ukrainsk, Engelsk     | Sympho-Nick                        | Pryjde vesna             | Foråret kommer             | 6     | 74    |
| 09 | Slovenien    | Slovensk, Engelsk     | Ula Ložar                          | Niši Sam                 | Dit lys                    | 12    | 29    |
| 10 | Montenegro   | Monenegrinsk, Engelsk | Maša Vujadinović og Lejla Vulić    | Budi Dijete Na Jedan Dan | Være barn for en dag       | 14    | 24    |
| 11 | Italien      | Italiensk             | Vincenzo Cantiello                 | Tu Primo Grande Amore    | Din første store kærlighed | 1     | 159   |
| 12 | Armenien     | Armensk, Engelsk      | Betty                              | People of the Sun        | Folk af solen              | 3     | 146   |
| 13 | Rusland      | Russisk, Engelsk      | Alisa Kozjikina                    | Dreamer                  | Drømmer                    | 5     | 96    |
| 14 | Serbien      | Serbisk               | Emilija Đonin                      | Svet U Mojim Očima       | Verden i mine øjne         | 10    | 61    |
| 15 | Malta (vært) | Engelsk               | Federica Falzon                    | Diamonds                 | Diamanter                  | 4     | 116   |
| 16 | Holland      | Hollandsk, Engelsk    | Julia van Bergen                   | Around                   | Omkring                    | 8     | 70    |

## Televotingresultat / Juryresultat
| Plads | Televoting   | Point | Jury         | Point |
| ----- | ------------ | ----- | ------------ | ----- |
| 1     | Bulgarien    | 143   | Italien      | 143   |
| 2     | Armenien     | 124   | Armenien     | 114   |
| 3     | Ukraine      | 100   | Malta        | 113   |
| 4     | Italien      | 100   | Bulgarien    | 86    |
| 5     | Rusland      | 89    | Cypern       | 73    |
| 6     | Holland      | 69    | Rusland      | 72    |
| 7     | Malta        | 64    | Serbien      | 65    |
| 8     | Hviderusland | 58    | Hviderusland | 62    |
| 9     | Cypern       | 42    | Holland      | 45    |
| 10    | Georgien     | 41    | Georgien     | 44    |
| 11    | Slovenien    | 39    | Sverige      | 39    |
| 12    | Serbien      | 34    | Ukraine      | 24    |
| 13    | San Marino   | 11    | Montenegro   | 21    |
| 14    | Montenegro   | 10    | Slovenien    | 14    |
| 15    | Sverige      | 3     | San Marino   | 11    |
| 16    | Kroatien     | 1     | Kroatien     | 3     |

### Scoreboard i finalen
| Hviderusland | 71  | 8  |    | 1  | 3  | 2  | 1  | 6  | 5  | 6  | 2  |    | 1  | 3  | 8  |    | 6  | 7  |
| Bulgarien    | 147 | 4  | 7  |    |    | 12 | 12 | 8  | 10 | 8  | 10 | 8  | 10 | 7  | 7  | 12 | 8  | 12 |
| San Marino   | 21  |    |    |    |    |    |    |    |    |    |    |    | 8  |    |    |    | 1  |    |
| Kroatien     | 13  |    |    |    | 1  |    |    |    |    |    |    |    |    |    |    |    |    |    |
| Cypern       | 69  | 6  | 3  | 8  | 8  |    |    | 4  | 6  |    | 4  | 4  | 5  |    | 3  |    |    | 6  |
| Georgien     | 54  | 1  | 4  | 2  | 2  | 1  | 3  |    |    | 2  |    |    |    | 12 | 5  | 1  | 7  | 2  |
| Sverige      | 28  |    |    |    |    |    | 2  | 1  |    | 3  |    |    | 4  | 1  |    |    |    | 5  |
| Ukraine      | 74  |    | 6  | 4  |    | 7  | 4  | 7  |    |    | 1  | 10 | 3  | 4  | 4  | 5  | 4  | 3  |
| Slovenien    | 29  |    | 1  |    |    | 3  |    |    | 2  |    |    | 3  |    | 2  |    | 2  |    | 4  |
| Montenegro   | 24  |    |    |    |    |    |    |    |    |    | 3  |    |    |    |    | 4  | 5  |    |
| Italien      | 159 | 12 | 2  | 10 | 12 | 10 | 10 | 10 | 7  | 10 | 12 | 12 |    | 8  | 6  | 8  | 10 | 8  |
| Armenien     | 146 | 7  | 12 | 12 | 7  | 6  | 6  | 12 | 8  | 12 | 8  | 2  | 2  |    | 12 | 6  | 12 | 10 |
| Rusland      | 96  | 5  | 10 | 7  | 5  | 5  | 8  | 3  | 1  | 5  | 7  | 5  |    | 10 |    | 10 | 3  |    |
| Serbien      | 61  | 3  |    | 6  | 6  | 8  |    |    | 3  | 4  | 5  | 7  | 6  |    | 1  |    |    |    |
| Malta        | 116 | 10 | 8  | 5  | 10 |    | 7  | 5  | 4  | 7  | 6  | 6  | 12 | 6  | 10 | 7  |    | 1  |
| Holland      | 70  | 2  | 5  | 3  | 4  | 4  | 5  | 2  | 12 | 1  |    | 1  | 7  | 5  | 2  | 3  | 2  |    |

## Kuriosa
- Italien vandt samme år som de debuterede. Det er første gang siden starten (København 2003), at det er sket.
- Hele 15 ud af de 16 lande valgte en eller flere kvindelig(e) artist(er) til at lade sig repræsentere. Blot Italien valgte en dreng. Det gør JESC 2014 til den kønsligt mest homogene årgang, både hvad angår børne- og voksenmelodigrandprix.
- For første gang var der to artister med samme fornavn med i konkurrencen. Det var Julia Kedhammer fra Sverige og Julia van Bergen fra Holland.
- For første gang var der to sange med ens titler i konkurrencen (dog på forskellige sprog); Sveriges "Du är inte ensam" og Sloveniens "Nisi sam". Begge titler betyder oversat til dansk "Du er ikke alene".
- For første gang i historien havde JESC 2014 kun én vært.
- For første gang var der ikke en specifik værtsby (selvom arrangementet foregik i Valetta-forstaden Marsa). Hele Malta var officielt værter for konkurrencen.
- TV-stationen PBS valgte skibshallen Marsa Shipsbuilding som location. Det var anden gang på et år (og anden gang nogensinde), at en Eurovision-begivenhed afholdtes i en skibshal, idet De Voksnes Eurovision et halvt år tidligere foregik i B & W Hallerne i København.
- For tredje gang i træk i et Eurovisionshow vandt sang nr. 11 konkurrencen. I 2013 vandt Gaia Cauchi fra Malta JESC med startnr. 11 - og ved de voksnes ESC i 2014 vandt østrigske Conchita Wurst ligeledes med sang nr. 11. Ved JESC 2014 fuldførte Vincenzo Cantiello fra Italien "hattricket" ved atter at vinde med startnr. 11.

## Andre lande
For et land at være berettiget til potentiel deltagelse i Junior Eurovision Song Contest, skal det være et aktivt medlem af European Broadcasting Union (EBU). Det er uvist, om EBU udsteder invitationer for deltagelse til alle 56 aktive medlemmer ligesom de gør for Eurovision Song Contest. Seksten lande bekræftede deres deltagelse i 2014 konkurrencen. Følgende af EBUs aktive medlemmer annoncerede deres beslutninger som vist nedenfor.

### Aktive medlemmer af EBU
- Aserbajdsjan - Den 30. september 2014 blev det afsløret af den officielle liste over deltagende lande, at Aserbajdsjan ikke vil deltage i konkurrencen i Malta. [4]
- Belgien - Ketnet har sagt, at de ikke længere er interesseret i Junior Eurovision Song Contest.[32]
- Danmark - DR og TV 2 har sagt, at de ikke har planer om at vende tilbage til Junior Eurovision[33][34]
- Finland - En repræsentant fra den svensksprogede tv-station Yle Fem sagde den 26 maj 2014, at de ikke ville gøre en debut til 2014 konkurrencen.[35] Den 10. juli sagde det finsksprogede tv-station Yle, at de ikke ville deltage.[36]
- Grækenland - Det blev tidligere rapporteret af Esc+Plus, at Grækenland ville deltage i 2014 konkurrencen. Den 7. juli 2014 meddelte den græske tv-station NERIT dog til den samme hjemmeside, at de faktisk ikke deltager.[37][38][39]
- Island - RÚV, den islandske tv-station, bekræftede den 1. juli 2014, at de ikke vil debut i Junior Eurovision 2014.[40]
- Irland - Et af de irske tv-selskaber, RTÉ, annoncerede i december 2013, at de ikke har nogen interesse i at deltage i Junior Eurovision Song Contest, til trods for at deltage i et styregruppemøde.[41] En anden irsk tv-station, TG4, havde vist interesse i konkurrencen men ville kræve støtte fra Broadcasting Authority of Ireland (BAI).[42] Men BAI afviste en sådan finansieringsanmodning fra TG4 i maj 2014 så netværket erklærede, at de ikke ville være at gøre deres debut i Malta. Dog ville de arbejde hårdere for at fastslå en sådan finansiering med store forhåbninger til at deltage i 2015 konkurrencen.[43][44]
- Letland - Den 17. juli 2014 afslørede den lettiske tv-station LTV de ikke vender tilbage til konkurrencen i 2014. [45]
- Litauen - Den 18. juni 2014 meddelte LRT, at de ikke vil deltage i 2014 konkurrencen i Malta.[46]
- Nordmakedonien - Den 4. september 2014 blev det bekræftet, at Makedonien ville trække sig fra 2014 konkurrencen.[47][48]
- Moldova - Den 30. september 2014 blev det afsløret af den officielle liste over deltagende lande, at Moldova ikke vil deltage i konkurrencen i Malta.[4]
- Norge - Den norske tv-station, NRK, angav den 18. december 2013, at Norge ikke vender tilbage i 2014.[49]
- Polen - Den polske tv-station, TVP, har annonceret den 5 August 2014, at Polen ikke vil vende tilbage til konkurrencen i 2014.[50]
- Portugal - På trods af at de oprindeligt bekræftede deres deltagelse i konkurrencen, meddelte det portugisiske tv-selskab, RTP, den 4. september 2014, at Portugal ikke vil vende tilbage til konkurrencen i 2014.[51][52]
- Rumænien - Bianca Dinescu, en repræsentant for den rumænske tv-station TVR havde udtalt i et interview, at Rumænien overvejede en tilbagevenden til konkurrence, efter at være fraværende siden 2009.[53] Men den 2. august 2014 blev det bekræftet, at Rumænien vil ikke vende tilbage i 2014, men TVR sagde, at de har store forhåbninger om at vende tilbage i 2015.[54]
- Spanien - I løbet af Eurovision Song Contest 2014 i København, havde lederen af den spanske delegation, Federico Llano sagde, at TVE ikke planer om at deltage i 2014 konkurrencen. Hvis Spanien vil at vende tilbage i fremtiden, ville holde åbne auditions over hele landet.[55][56]
- Schweiz – Radiotelevisione svizzera (RSI) den schweiziske tv-station har bekræftet overfor Eurovoix, at de ikke vil vende tilbage i 2014. [57]
- Storbritannien - ITV og BBC har meddelt, at de ikke vil bringe Storbritannien tilbage i 2014. Både Channel 4 og det walisiskesprog tv-station S4C bekræftede, at de også vil ikke bringe Storbritannien tilbage til Junior Eurovision.[58][59]
- Tjekkiet - ČT havde sagt, at de ikke havde udelukket en deltagelse i konkurrencen. Den 17. juli 2014 afslørede at de ikke ville havde deres debut til 2014 konkurrencen.[45][60][61]
- Tyskland - Den tyske tv-station NDR har meddelt, at de ikke vil gøre deres debut til 2014 konkurrencen da de mener, konkurrencen ikke ville blive en succes under de tyske standarder. Men de er tilbøjelige til at observere konkurrencen igen i år og muligvis debutere i 2015 konkurrencen.[62][63]
- Ungarn - Trods stærke rygter om en debut for 2014 konkurrencen, den 9. juli 2014 meddelte den ungarske tv-station MTVA, at de ikke vil deltage i konkurrencen.[64][65][66][67]
- Østrig - Den 17. juli 2014 annoncerede den østrigske tv-station ORF, at de ikke vil gøre deres debut til 2014 konkurrencen.[45]